# Lijst van niet meer geaccepteerde schrikvogelnamen

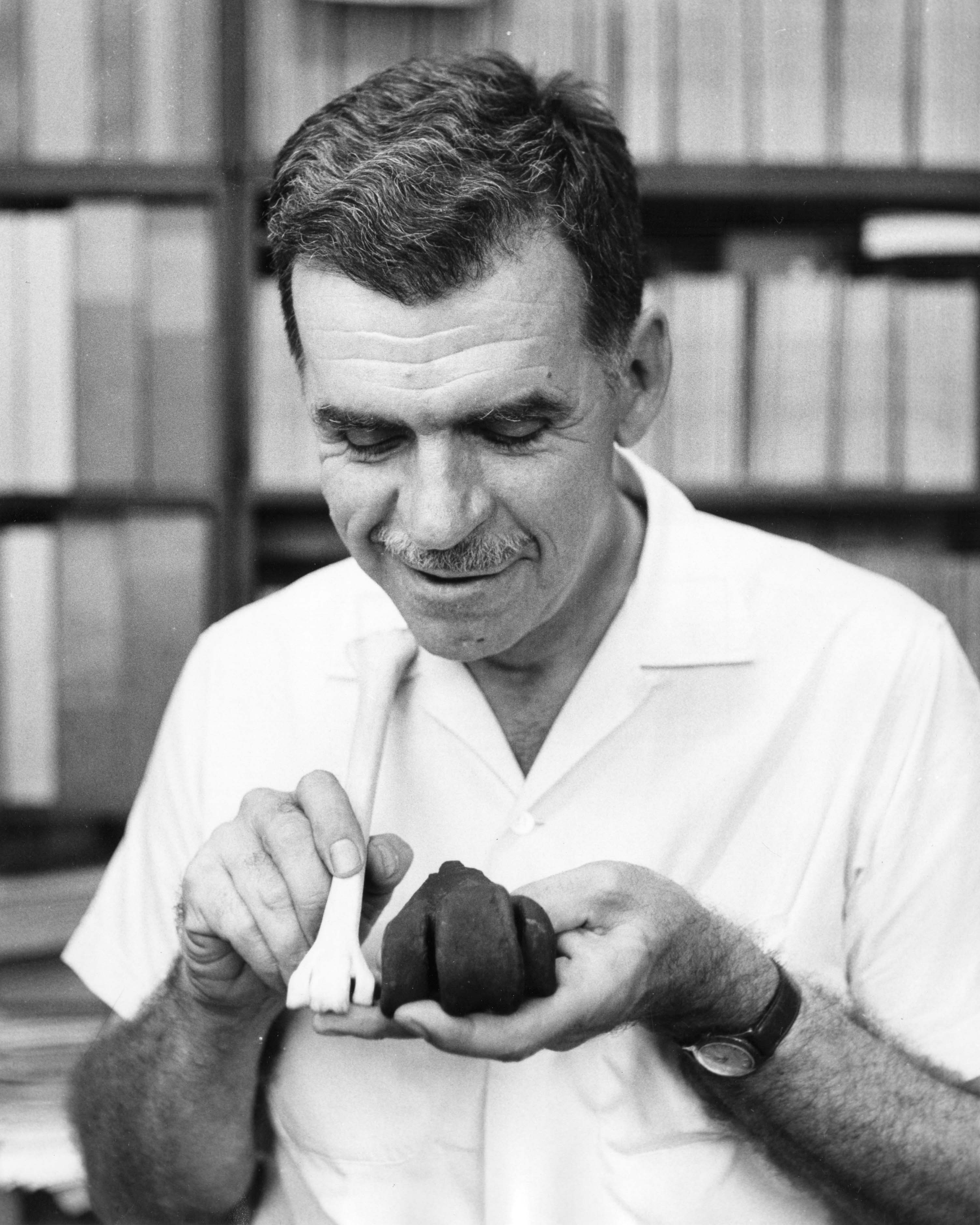
Pierce Brodkorb

Sinds de ontdekking en benoeming van Phorusrhacos in 1887 zijn meerdere geslachten en soorten benoemd die werden toegeschreven aan de brede categorie "schrikvogels". Vooral als gevolg van de concurrentie tussen Florentino Ameghino enerzijds, en Francisco Pascasio Moreno & Alcides Mercerat anderzijds, werden veel soorten haastig beschreven. Dit leidde tot grote verwarring in de semantiek van de groep. Latere revisies, vooral door Pierce Brodkorb en Herculano Marcos Ferraz de Alvarenga & Elizabeth Höfling hebben geprobeerd orde te brengen in deze chaos, wat ertoe leidde dat een groot aantal namen niet meer werd geaccepteerd als geldige geslachts- of soortnamen, omdat ze beschouwd worden als synoniemen voor andere geslachten/soorten of als nomina dubia.
Dit artikel geeft een overzicht van deze namen.

## Wel geaccepteerde namen
Voor de duidelijkheid zijn hieronder de nog geaccepteerde namen kort gegeven:
- Brontornithinae: Brontornis (burmeisteri) · Paraphysornis (brasiliensis) · Physornis (fortis)
- Mesembriornithinae: Mesembriornis (incertus & milneedwardsi)
- Patagornithinae: Andalgalornis (steulleti) · Andrewsornis (abbotti) · Patagornis (marshi)
- Phorusrhacinae: Devincenzia (pozzi) · Phorusrhacos (longissimus) · Titanis (walleris) · Kelenken (guillermoi)
- Psilopterinae: Paleopsilopterus (itaboraiensis) · Procariama (simplex) · Psilopterus (bachmanni, lemoinei, affinis & colzecus)

## Aucornis
Het geslacht Aucornis werd door Ameghino benoemd in 1898. Brodkorb herkende in 1967 dat het een synoniem is voor Physornis.
Ameghino had twee soorten benoemd voor het geslacht: A. euryrhyncus (door aanwijzing van Brodkorb de typesoort) en A. solidus. A. euryrhyncus was gebaseerd op een symphysis mandibulae en het proximale van een tarsometatarsus. A. solidus op MACN-A-52-110, het proximale deel van de eerste falanx van teen II.
Beide soorten werden door Brodkorb gezien als synoniemen voor Physornis fortis. Alvarenga & Höfling (2003) delen zijn mening over A. euryrhyncus, maar menen dat het holotype van A. solidus toebehoort aan een kleinere soort dan Physornis fortis, mogelijk aan Andrewsornis abbotti. Zij menen echter vooral dat het materiaal "absoluut onvoldoende" is om een soort te diagnosticeren en dat de soort daarom als species inquirenda - een soort waarvoor verder onderzoek nodig is - gezien zou moeten worden.

## Callornis
Callornis werd in 1895 benoemd door Ameghino. De enige soort en daardoor typesoort was C. giganteus. Brodkorb herkende in 1967 dat een synoniem is voor Phorusrhacos.

## Cunampaia
Cunampaia is een controversieel geslacht dat werd benoemd door Rusconi in 1946. De enige soort en daardoor typesoort is C. simplex. Het holotype bestaat uit een ellepijp, spaakbeen, middenhandsbeen, scheenbeen en een onvolledig kuitbeen en dijbeen. Deze botten werden geassocieerd gevonden en worden dus beschouwd als behorend tot een enkel exemplaar. Het is afkomstig uit de provincie Mendoza van Argentinië, uit een laag die dateert naar het Eoceen.
Rusconi had het geslacht in een aparte familie geplaatst: de Cunampaiidae. Deze werd geplaatst in de onderorde Cariamae (tegenwoordig een orde: Cariamiformes), waartoe ook de Phorusrhacidae behoren. Brodkorb volgde deze classificatie in 1967, maar noemde ze "tentative", voorlopig of onzeker. Een jaar later, in 1968, volgde Cracraft deze classificatie ook. In 2003 herzagen Alvarenga & Höfling de familie Phorusrhacidae, waarbij zij veel van deze aparte families, zoals de Brontornithidae (tegenwoordig Brontornithinae), tot onderfamilies maakten. Zij wezen Cunampaia echter af als lid van de familie omdat er slechts "erg weinig materiaal van erg debateerbare diagnostische waarde" beschikbaar was.
In 2006 herbekeek Agnolín het geslacht. Hij kwam hierbij tot de conclusie dat het helemaal niet hoorde tot de Aves (vogels), maar een lid is van de Mesoeucrocodylia, onderdeel van de Crocodylomorpha.

## Darwinornis
Darwinornis werd in 1891 benoemd door Francisco Moreno & Alcides Mercerat. Brodkorb onderkende in 1967 dat het een synoniem is voor Phorusrhacos.
Moreno & Mercerat hadden drie soorten benoemd:
- D. copei (de typesoort, aangewezen door Richmond in 1902[9])
- D. zittelli
- D. socialis

## Driornis
Driornis werd benoemd in 1891 door Moreno & Mercerat, gebaseerd op het inferiore deel van een rechter opperarmbeen en een fragment van het distale deel van een rechter dijbeen. De enige soort en typesoort was D. pampeanus. Ze plaatsten het in een nieuwe familie: Dryornithidae. Alvarenga & Höfling bepaalden in 2003 dat het een synoniem is voor Mesembriornis.

## Hermosiornis
Het geslacht Hermosiornis werd in 1914 benoemd door Cayetano Rovereto met als typesoort H. milneedwardsi. In 1946 beschreef Kraglievich een tweede soort voor het geslacht: H. rapax. In 2003 wezen Alvarenga & Höfling op het feit dat MMP-S155, het holotype van deze tweede soort, alleen maar iets groter is dan de typesoort en beschouwen ze dus als synoniemen. Ze menen ook dat het hele geslacht een synoniem is voor Mesembriornis.
Het valt nog te vermelden dat Patterson & Kraglievich in 1960 een aparte onderfamilie benoemden naar Hermosiornis: Hermiosiornithinae.

## Liornis
Liornis werd beschreven door Alvarenga in 1895, met de typesoort L. floweri. Dolgopol de Saez voegde er in 1927 de soort L. minor aan toe. Beide soorten werden in 2003 door Alvarenga & Höfling gezien als "duidelijke synoniemen" voor Phorusrhacos.

## Morenomerceraria
Morenomerceraria (ook Moreno-merceraria geschreven) werd benoemd door Lambrecht in 1933. Brodkorb herkende het in 1967 als synoniem voor Paleociconia, tegenwoordig wederom gezien als synoniem voor Patagornis.

## Onactornis
Het holotype van Onactornis (MLP-37-III-7-8) is een schedel waarbij een groot deel van de bovenkant van de bovenkaak ontbreekt en de proximale teenkootjes van de tenen II en III. Deze schedel is erg vervormd doordat hij van boven naar beneden erg is samengedrukt.
Drie soorten werden beschreven voor het geslacht: O. depressus, O. pozzi en O. mendocinus. Deze worden tegenwoordig alle drie beschouwd als synoniemen voor Devincenzia pozzi.

## Owenornis
Owenornis werd beschreven door Moreno & Mercerat in 1891. Het geslacht werd in 1967 door Brodkorb geïdentificeerd als een junior-synoniem van Phorusrhacos. Het had twee soorten: O. affinis (sinds de aanwijzing door Richmond in 1902 de typesoort) en O. lydekkeri.

## Paleociconia
De naam Paleociconia is een samenvoeging van "paleo" ("oud") en ciconia (een geslacht uit de familie der ooievaars). Tijdens de oorspronkelijke beschrijving dacht Moreno namelijk dat het geslacht tot deze familie behoorde. De geschiedenis van het geslacht Paleociconia is lang en ingewikkeld. Het werd voor het eerst beschreven door Francisco Pascasio Moreno in 1889, waarbij hij zich baseerde op MLP-87, de distale helft van de linker tarsometatarsus zonder externe trochlea, met als typesoort P. australis. Patterson & Kraglievich merkten in 1960 echter op dat Moreno in de oorspronkelijke beschrijving slechts een erg oppervlakkige beschrijving gaf en geen enkele illustratie. Zij beschouwen Paleociconia australis dus als nomen nudum. Moreno & Mercerat hadden in 1891 echter wel een afbeelding gegeven en hadden het materiaal ook opnieuw beschreven. Hierdoor dacht Brodkorb in 1967 (en Kraglievich ook oorspronkelijk in 1931) dat de naam "Paleociconia" gerevalideerd was, met als typesoort P. cristata en baseerde hierop de onderfamilie Paleociconiinae. P. cristata was in 1891 voor het eerst beschreven door Moreno & Mercerat, waarbij zij zich baseerden op twee gebroken halswervels.
In hun systematische revisie van de phorusrhacidae in 2003 spreken Alvarenga & Höfling Patterson & Kraglievich tegen over P. australis. Zij zeggen dat, nu het oorspronkelijke materiaal waarop de soort gebaseerd was bekend is, het duidelijk is dat het een junior synoniem is voor Mesembriornis milneedwardsi. Ze spreken ook Brodkorb tegen over P. cristata door te zeggen dat het materiaal waarop de soort gebaseerd niet de karakteristieken heeft om een precieze identificatie toe te laten, maar waarschijnlijk behoort aan een lid van de psilopterinae. Zij menen dus dat de soort beschouwd zou moeten worden als een species inquirenda - een soort waarvoor verder onderzoek nodig is. Even later vermelden ze de soort echter als synoniem voor Patagornis marshi
Het geslacht Paleociconia had dus in de loop der geschiedenis twee soorten: P. australis en P. cristata. P. australis wordt tegenwoordig beschouwd als synoniem voor Mesembriornis milneedwardsi; P. cristata als synoniem voor Patagornis marshi.

## Pelecyornis
Pelecyornis is de naam van een geslacht dat in december 1895 beschreven werd door Ameghino. De typesoort was Pelecyornis tubulatus. Sinclair & Farr beschreven in 1932 nog twee soorten: Pelecyornis tenuirostris en Pelecyornis pueyrredonensis. Brodkorb herkende P. tubulatus en P. tenuirostris als synoniemen van Psilopterus australis, op zich weer een junior synoniem van Psilopterus lemoinei, en P. pueyrredonensis als synoniem van Psilopterus communis, op zich weer een synoniem van Psilopterus bachmanni.

## Prophororhacus
Prophororhacus werd door Rovereto beschreven op 16 januari 1914. De typesoort was Prophororhacus incertus. Brodkorb creëerde in 1967 een onderfamilie op basis van dit geslacht: de Prophororhacinae. Het geslacht wordt tegenwoordig echter gezien als een synoniem van Mesembriornis.

## Pseudolarus
Het geslacht Pseudolarus werd, samen met meerdere andere geslachten zoals Smiliornis, in 1899 beschreven door Ameghino met als enige soort P. guaraniticus. Het was gebaseerd op slechts een paar skeletstukken, gevonden in de "Guaranítica" (Deseadan) formatie in Patagonië.
Brodkorb plaatste het geslacht in 1967 zonder extra opmerking in de onderfamilie Psilopterinae.. Mourer-Chauviré beschouwde het geslacht in 1981 echter als incertae sedis - een taxon wiens plaats in de classificatie onzeker is. Avarenga & Hofling meenden in 2003 dat het materiaal waarop het geslacht gebaseerd was een "erg debateerbare diagnostische waarde" heeft en accepteren ze daarom niet als leden van de familie Phorusrhacidae. Ze geven echter ook toe dat het mogelijk een synoniem is voor Psilopterus affinis en dat het mogelijk is dat, door het vinden van meer materiaal, toch blijkt dat het een geldig schrikvogelgeslacht is.

## Rostrornis

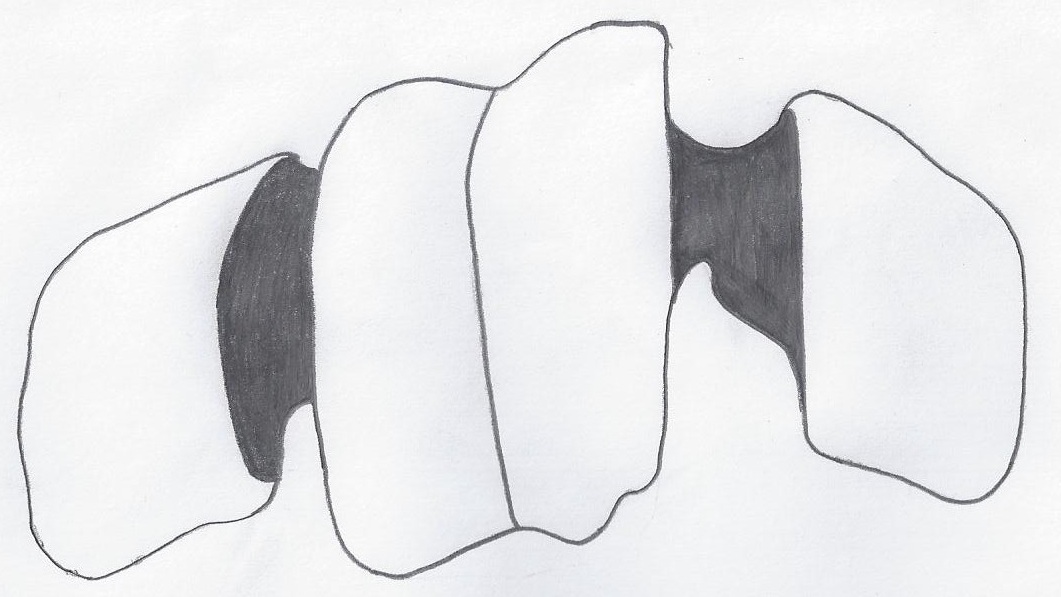
bovenaanzicht van de tarsometatarsus van MLP-112; de foutief geplaatste trochlea bevindt zich op de foto aan de rechterkant

Rostrornis werd beschreven in 1891 door Moreno & Mercerat met als typesoort R. floweri. Het holotype was het exemplaar MLP-112. Zij hadden in de rechter tarsometatarsus -de bij vogels samengesmolten teenkootjes- van dit exemplaar echter per ongeluk de externe trochlea van de linker tarsometatarsus als interne trochlea genomen, waardoor het exemplaar aanzienlijk verschilde van Brontornis. Deze fout was ook de basis voor Dolgopol de Saez, toen hij in 1927 het geslacht characterizeerde. Brodkorb herkende in 1967 dat het geslacht een synoniem is voor Brontornis. Alvarenga & Höfling rapporteerde in 2003 de fout in het samenvoegen van de rechter tarsometatarus.

## Stereornis
Het geslacht Stereornis werd beschreven door Moreno & Mercerat in 1891. Zij benoemden twee soorten. De typesoort, P. rollieri, was gebaseerd op het bovenste deel van een linker tibia en van een linker tarsometatarsus. Dit holotype werd door hen gedateerd naar het Eoceen en kwam uit Santa Cruz. De tweede soort, P. gaundryi, was gebaseerd op het proximale deel van een linker tarsometatarsus, ook uit het Eoceen, maar deze keer uit Monte Leon.
Zij benoemden trouwens ook een nieuwe orde naar het geslacht: de stereornithes. Deze orde verdeelden zij in vier families, waarvan één wederom vernoemd werd naar Stereornis: de stereornithidae.
Brodkorb stelde in 1967 vast dat het geslacht een synoniem is voor Phorusrhacos.

## Titanornis
Titanornis werd in 1893 benoemd door Moreno. De enige soort en daardoor typesoort was T. mirabilis. Brodkorb herkende in 1967 echter dat het een synoniem is voor Phorusrhacos.

## Tolmodus
Tolmodus inflatus werd op 11 Augustus 1891 benoemd door Ameghino, die nog dacht dat het een zoogdier was. Brodkorb stelde in 1967 vast dat het een junior synoniem is voor Paleociconia, dat tegenwoordig wederom gezien wordt als synoniem voor Patagornis.